# Großer Kurfürst Heringsfischerei

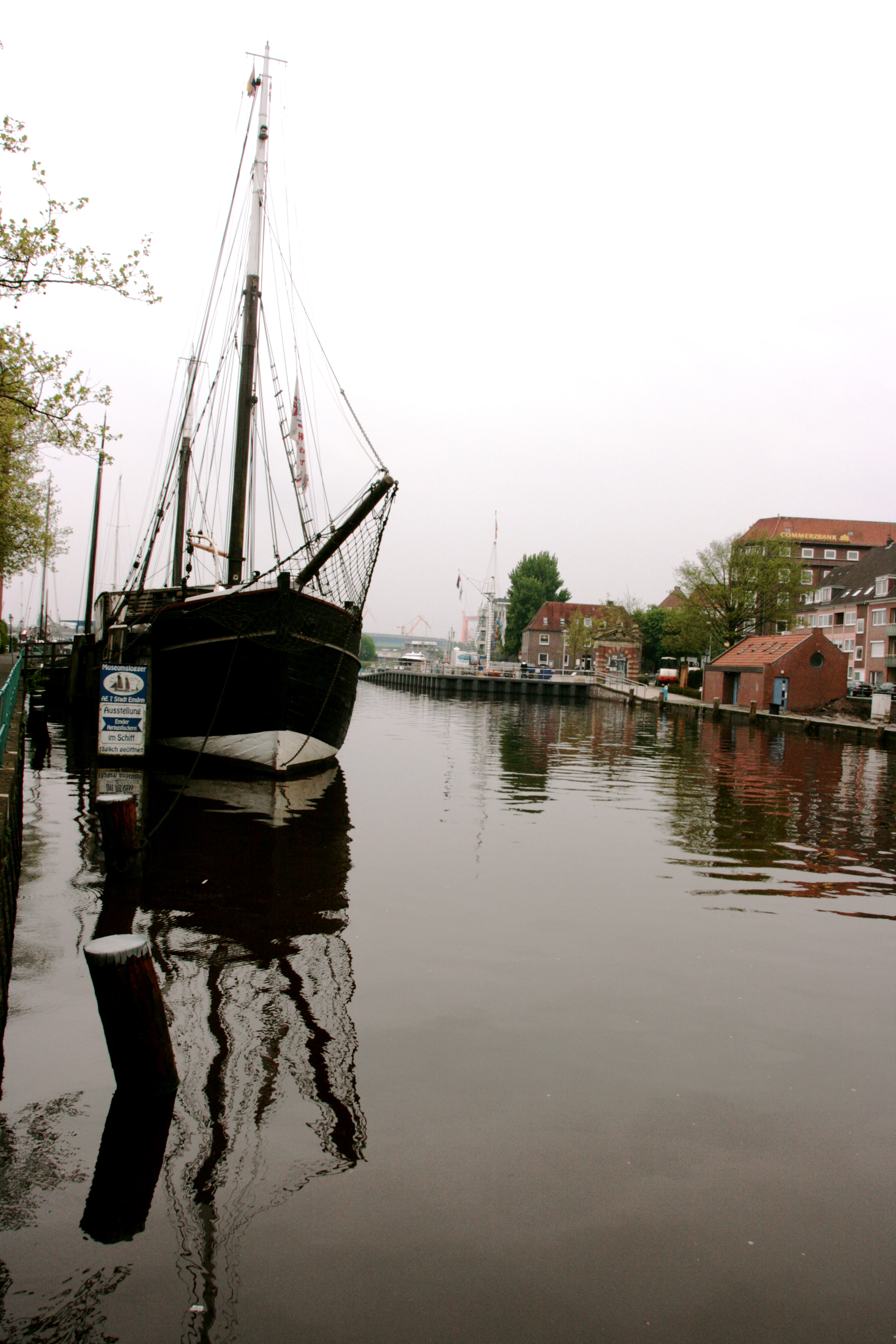
Heringslogger Stadt Emden im Emder Museumshafen

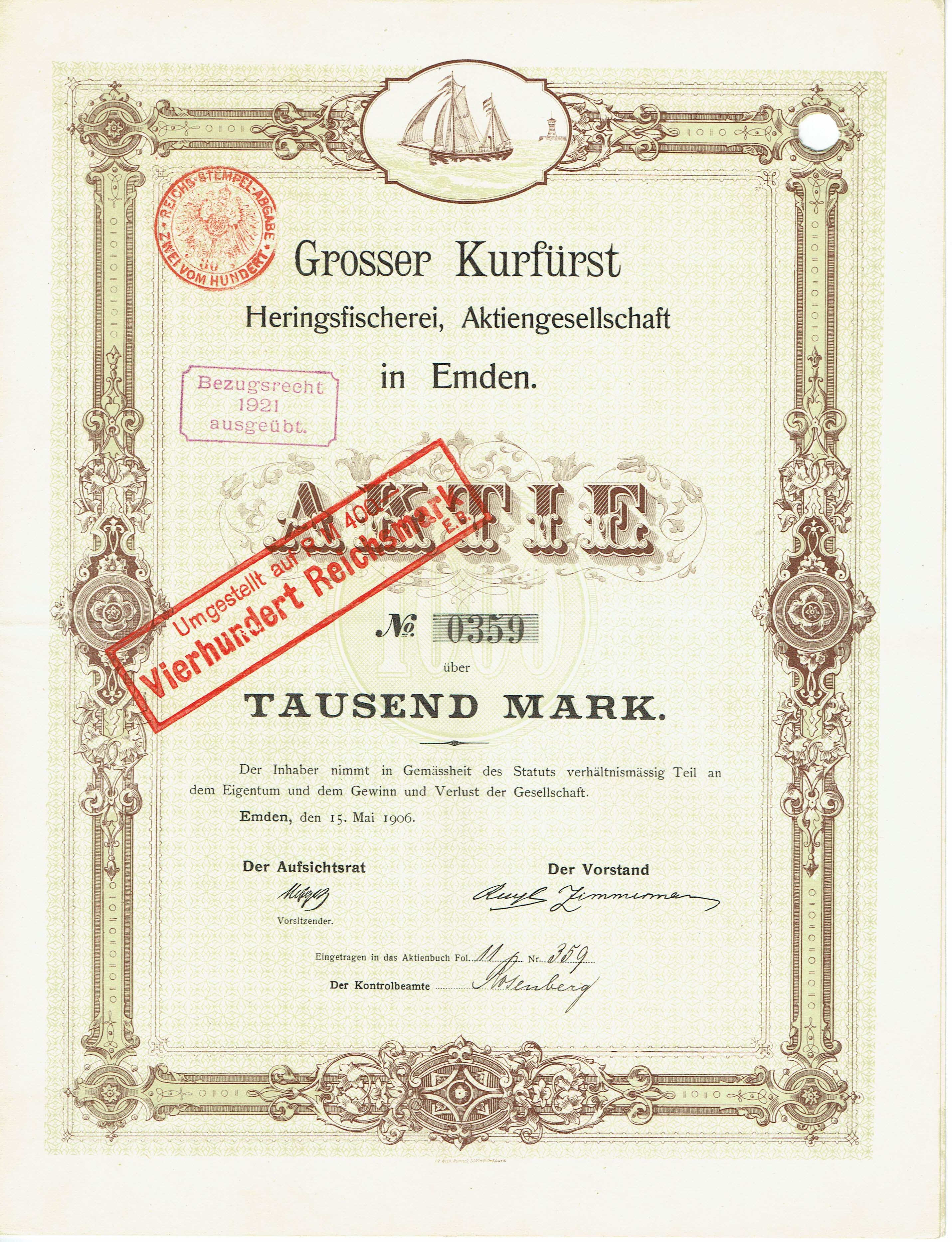
Aktie über 1000 Mark der Grosser Kurfürst Heringsfischerei AG vom 15. Mai 1906

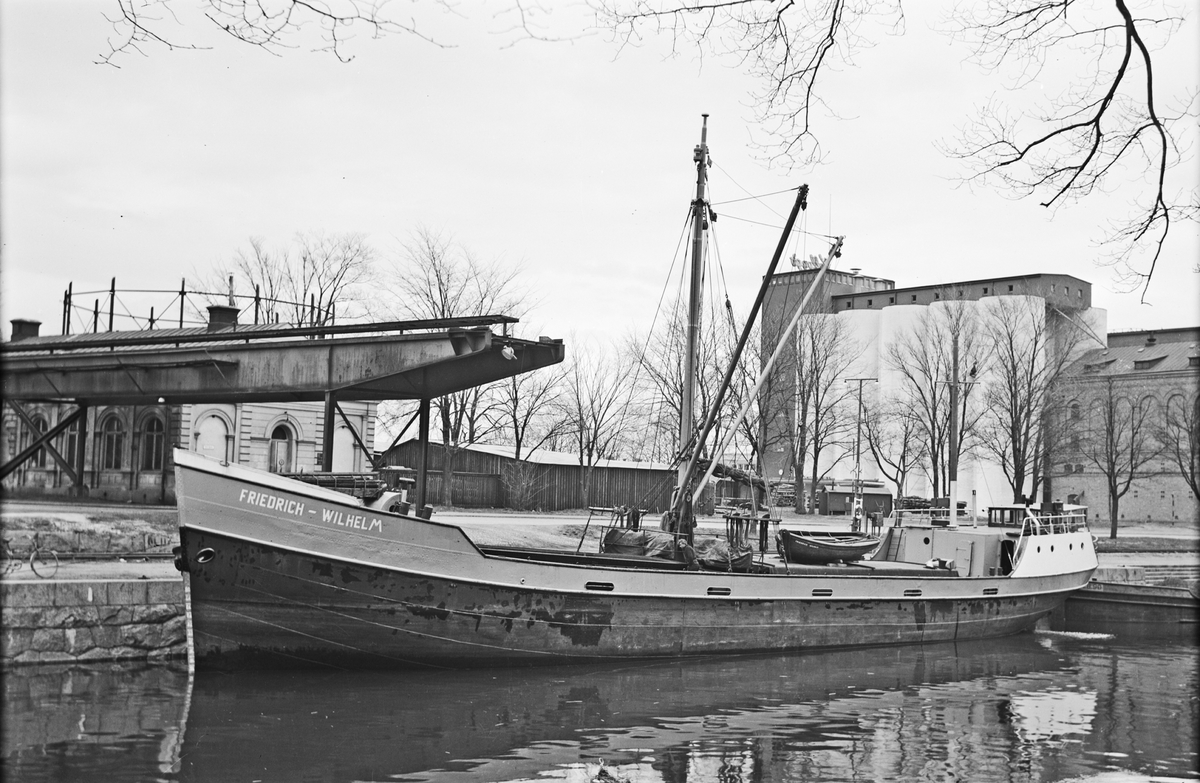
Umgebauter Logger der Emdener Grosser Kurfürst Heringsfischerei FRIEDRICH WILHELM AE 86

Die Großer Kurfürst Heringsfischerei war eine Loggerfischerei. Sie wurde 1904 in Emden gegründet und bestand bis 1969.

## Gründung (1904)
Die Gründung erfolgte mit einem gezeichneten Grundkapital von 1 Million Mark. Davon sollten 20 neue Logger erworben werden, die mit staatlichen Beihilfen gebaut wurden. Diese Planvorgaben des gemeinsamen Zentralvorstandes der Emder Loggerfischerei konnten bis 1907 erfüllt werden. Weitere Loggerneubauten wurden bestellt. Bei Ausbruch des Ersten Weltkrieges verfügte die Gesellschaft über 23 Heringslogger.

## Neustart nach dem Ersten Weltkrieg (1919)
Erst 1919 erfolgte ein Neubeginn, 16 Logger hatten beim Kriegsausbruch den Emder Hafen erreicht. Die Flotte wurde modernisiert und 1932 fuhren 15 Motorlogger und sechs Dampflogger für die umgangssprachlich Großer Kurfürst genannte Gesellschaft. Davon kamen einige von der Glückstädter Heringsfischerei und der 1927 geschlossenen Braker Heringsfischerei. Weitere sechs neue Motorlogger wurden über das staatliche Logger-Neubauprogramm bestellt. Die Großer Kurfürst Heringsfischerei wurde damit zu der größten Gesellschaft in Emden. Auch der Landbetrieb wurde Mitte der 1930er Jahre modernisiert und vergrößert.

## Fusion der Großer Kurfürst Heringsfischerei und der Heringsfischerei Dollart (1950)
Der letzte Neubau der Großer Kurfürst Heringsfischerei aus dem Jahr 1939 wurde von der Kriegsmarine zum Kriegshilfsschiff umgerüstet; er wurde 1948 zurückgebaut und war für die Treibnetz- und Schleppnetzfischerei einsetzbar. Ein Teil der Dampflogger wurden danach zu Motorloggern umgebaut. 
1950 erfolgte die Vereinigung der Großer Kurfürst Heringsfischerei und der Heringsfischerei Dollart, da Schulte & Bruns in Emden über die Aktienmehrheit beider Gesellschaften verfügte. Mitte der 1950er Jahre wurden fünf kombinierte Logger mit isolierten Laderäumen gebaut, um auch die Nachfrage nach Frischfisch bedienen zu können. Im Gegensatz zu den Loggern, die nur Salz- und Matjesheringe anlandeten, konnten die kombinierten Logger das gesamte Jahr eingesetzt werden.

## Weitere Fusionen und Schließung der Gesellschaft
Ab 1958 wurde mit der Leerer Heringsfischerei eine gemeinsame Geschäftspolitik verfolgt, und 1961 wurde auch die Glückstädter Heringsfischerei einbezogen. Verschiedene Entwicklungen wie Überfischung, Personalprobleme auf den Loggern, veränderte Verbrauchergewohnheiten, Wegfall der ostdeutschen Verbraucher und Konkurrenz aus Holland, England und Schottland führten jedoch 1969 zur Aufgabe der Emder und 1976 der deutschen Loggerfischerei.